# Гренхен (аэропорт)
Гренхен (ИАТА: ZHI, ИКАО: LSZG) — аэропорт, расположенный в Гренхене, в кантоне Золотурн в Швейцарии.

## Расположение
Аэропорт находится на высоте 430 метров над уровнем моря. Аэропорту принадлежит 3 взлётно-посадочные полосы: асфальтная длиной 1000 метров и две грунтовые полосы длиной 800 и 500 метров.